# Tina Lundgren
Anita Kristina Tina Lundgren Johannesson, född 17 augusti 1961 i Värmland, är en svensk  konstnär och illustratör.

## Biografi
Tina Lundgren föddes 1961 i Värmland, men växte upp i Stockholm. Hon utbildade sig på Polishögskolan och arbetade några år som polis. År 1989 flyttade hon till Åhus och 1990–1992 gick hon på Konstskolan i Önnestad i Kristianstad.
Sedan 1992 är hon frilansande konstnär och illustratör. Hon målar tavlor i akvarell, olja och akryl,  illustrerar böcker, affischer och gör dockor. Hennes bilder har tryckts på brickor, kuddar, skärbrädor, grytunderlägg och muggar. Hon har också gjort scendekor, bakgrunder och dräkter till föreställningar som Musik Syd, Kulturhuset Barbacka i Kristianstad, Glimmingehus samt Regionmuseet i Kristianstad. Hon håller också kurser.

## Utställningar
- 2015 – London Art Biennale[12]
- 2015 – Florence Biennale [13]
- 2017 – London Art Biennal[14]
- 2023 – Släpp inte taget om djuren, i samarbete med World animal protection, Galleri Svea, Gamla stan, Stockholm[15][16][17]
- 2024 – Galleri Boussard, Eskilstuna[18]